# 长蕊琉璃草属
长蕊琉璃草属（学名：Solenanthus）是紫草科下的一个属，为多年生草本植物。该属共有约10种，分布于亚洲西部及欧洲东部。

## 下级分类
- 长蕊琉璃草 Solenanthus circinnatus Ledeb.